# Härbret i Yg
Härbret ("härbet") i Yg är ett härbre i byn Yg i Färila socken, Hälsingland, vilket består av virke från två tidsperioder, 1315–1316 och 1566–1567. Det är emellertid oklart om det ursprungligen uppförts i Yg eller flyttats dit från annan plats. Härbret har i varje fall funnits i Yg åtminstone från 1940-talet. Det står numera oanvänt, men användes för sädesförvaring fram till 1960-talet. Härbret blev byggnadsminne år 2003.